# Bredene Koksijde Classic de 2019
A 9.ª edição da clássica ciclista Bredene Koksijde Classic foi uma corrida na Bélgica que se celebrou a 22 de março de 2019 sobre um percurso de 199,5 quilómetros com início o município de Bredene e final na cidade de Koksijde.
A corrida fez parte do UCI Europe Tour de 2019, dentro da categoria 1.hc. O vencedor foi o alemão Pascal Ackermann da Bora-Hansgrohe seguido do norueguês Kristoffer Halvorsen da Sky e o colombiano Álvaro Hodeg da Deceuninck-Quick Step.

## Equipas participantes
Tomaram parte na corrida 23 equipas: 8 de categoria UCI World Team; 14 de categoria Profissional Continental; e 1 de categoria Continental. Formando assim um pelotão de 154 ciclistas dos que acabaram 137. As equipas participantes foram:
| Equipes WorldTeam (8)- Deceuninck-Quick Step - Sky - Bora-hansgrohe - CCC Team - Trek-Segafredo - Lotto Soudal - UAE Team Emirates - Katusha-Alpecin Equipes profissionais Continentais (14)- Cofidis, Solutions Crédits - Androni Giocattoli-Sidermec - Wanty-Groupe Gobert - Roompot-Charles - Direct Énergie - Israel Cycling Academy - Sport Vlaanderen-Baloise - Vital Concept-B&B Hotels - Delko-Marseille Provence - Wallonie Bruxelles - Hagens Berman Axeon - Burgos-BH - Corendon-Circus - Riwal Readynez Equipe Continental- Cibel-Cebon |
| |

## Classificação final
- As classificações finalizaram da seguinte forma:[3]

| \| Classificação geral \| Classificação geral \| Classificação geral \| Classificação geral \| Classificação geral \| \| Ciclista \| Ciclista \| Equipe \| Tempo \| \| \| ------------------- \| -------------------- \| ------------------------ \| ------------------- \| ------------------- \| \| 1. \| Pascal Ackermann \| Bora-Hansgrohe \| 4h35m47s \| \| \| 2. \| Kristoffer Halvorsen \| Team Sky \| + 0s \| \| \| 3. \| Álvaro Hodeg \| Deceuninck-Quick Step \| + 0s \| \| \| 4. \| Szymon Sajnok \| CCC Team \| + 0s \| \| \| 5. \| Timothy Dupont \| Wanty-Gobert \| + 0s \| \| \| 6. \| Sasha Weemaes \| Sport Vlaanderen-Baloise \| + 0s \| \| \| 7. \| Lawrence Naesen \| Lotto-Soudal \| + 0s \| \| \| 8. \| Simone Consonni \| UAE Team Emirates \| + 0s \| \| \| 9. \| Thomas Boudat \| Direct Énergie \| + 0s \| \| \| 10. \| Rudy Barbier \| Israel Cycling Academy \| + 0s \| \| |                      |                          |          |
| |                      |                          |          |
| Fonte: ProCyclingStats |                      |                          |          |
| Classificação geral |                      |                          |          |
| Ciclista | Ciclista             | Equipe                   | Tempo    |
| 1. | Pascal Ackermann     | Bora-Hansgrohe           | 4h35m47s |
| 2. | Kristoffer Halvorsen | Team Sky                 | + 0s     |
| 3. | Álvaro Hodeg         | Deceuninck-Quick Step    | + 0s     |
| 4. | Szymon Sajnok        | CCC Team                 | + 0s     |
| 5. | Timothy Dupont       | Wanty-Gobert             | + 0s     |
| 6. | Sasha Weemaes        | Sport Vlaanderen-Baloise | + 0s     |
| 7. | Lawrence Naesen      | Lotto-Soudal             | + 0s     |
| 8. | Simone Consonni      | UAE Team Emirates        | + 0s     |
| 9. | Thomas Boudat        | Direct Énergie           | + 0s     |
| 10. | Rudy Barbier         | Israel Cycling Academy   | + 0s     |

## UCI World Ranking
A Bredene Koksijde Classic outorgou pontos para o UCI Europe Tour de 2019 e o UCI World Ranking, este último para corredores das equipas nas categorias UCI World Team, Profissional Continental e Equipas Continentais. A seguinte tabela são o barómetro de pontuação e os 10 corredores que obtiveram mais pontos:
| Posição             | 1.º | 2.º | 3.º | 4.º | 5.º | 6.º | 7.º | 8.º | 9.º | 10.º | 11.º | 12.º | 13.º | 14.º | 15.º | 16.º-30.º | 31.º-40.º |
| Classificação geral | 200 | 150 | 125 | 100 | 85  | 70  | 60  | 50  | 40  | 35   | 30   | 25   | 20   | 15   | 10   | 5         | 3         |

| Classificação |                      |                          |       |
| Posição       | Ciclista             | Equipa                   | Geral |
| ------------- | -------------------- | ------------------------ | ----- |
| 1.º           | Pascal Ackermann     | Bora-Hansgrohe           | 200   |
| 2.º           | Kristoffer Halvorsen | Sky                      | 150   |
| 3.º           | Álvaro Hodeg         | Deceuninck-Quick Step    | 125   |
| 4.º           | Szymon Sajnok        | CCC                      | 100   |
| 5.º           | Timothy Dupont       | Wanty-Gobert             | 85    |
| 6.º           | Sasha Weemaes        | Sport Vlaanderen-Baloise | 70    |
| 7.º           | Lawrence Naesen      | Lotto Soudal             | 60    |
| 8.º           | Simone Consonni      | UAE Emirates             | 50    |
| 9.º           | Thomas Boudat        | Direct Énergie           | 40    |
| 10.º          | Rudy Barbier         | Israel Cycling Academy   | 35    |